# Nottingham Forest FC
Nottingham Forest FC är en fotbollsklubb i Nottingham i England som bildades som fotbolls- och bandyklubb 1865. Hemmaarenan är City Ground som har en kapacitet på 30 576 åskådare. Klubben spelar sedan säsongen 2022/23 i Premier League.
Klubben är en av de allra äldsta i England. 1892 blev de invalda i The Football League och 1898 tog de sin första stora titel då de vann FA-cupen. Storhetstiden kom dock långt senare under Brian Cloughs ledning 1975–1993 då de vann engelska ligan en gång, Europacupen för mästarlag två gånger och Engelska Ligacupen fyra gånger. Under denna period nådde de även finalerna av Uefacupen 1984 och FA-cupen 1991 samt vann Full Members Cup två gånger.
Forest var fram till och med säsongen 2015/2016 den enda klubb som har vunnit Europacupen (nuvarande Uefa Champions League) och inte längre spelar i högsta divisionen i sitt land.[källa behövs] Numera har även Aston Villa och Hamburger SV haft denna tvivelaktiga ära. Däremot är Forest det enda lag som har fler titlar i Europacupen/Champions League än inhemska ligatitlar.[källa behövs]

## Historia

Klubbens ligaplaceringar från och med 1892.

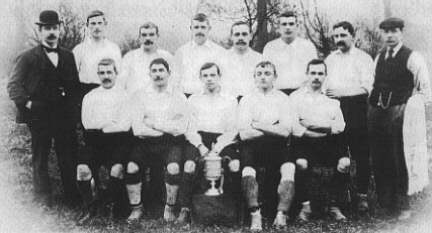
Laget som vann FA-cupen 1898.

Klubben bildades 1865 som en fotboll- och bandy-klubb av en grupp shintyspelare i Nottingham. Första matchen spelades 22 mars 1866 mot Notts County, som bildats några år tidigare.
1886 hjälpte Forest till att bilda Arsenal FC. Den förre Nottingham Forest-spelaren Fred Beardsley skrev till sin gamla klubb för att be om hjälp. Nottingham Forest skickade då en uppsättning röda tröjor och en boll.[källa behövs]
Nottingham Forest ansökte år 1888 om att bli medlem av nybildade The Football League, men fick avslag och gick istället med i Football Alliance. 1892 vann Forest Football Alliance och säkrade senare en plats i Football League. Säsongen 1897/1898 vann Nottingham Forest med FA-cupen sin första stora titel efter seger i finalen mot lokalrivalen Derby County med 3–1. 1898 flyttade klubben till sin arena City Ground.

### 1899 – 1949
Omkring sekelskiftet hade klubben en framgångsrik period, med en fjärde plats i ligan säsongen 1900/1901 som en höjdpunkt. Tiden därefter blev dock inte så framgångsrik. På 1910-talet kämpade klubben i botten av andradivisionen och var i ekonomisk kris. Det var tack vare att ligan ombildades till regionala serier under första världskriget och en ny policy om att värva lokala spelare som klubben överlevde och kunde återvända när ligaspelet återupptogs 1919.
1949 flyttades klubben ned till den tredje divisionen, men tog sig efter två säsonger tillbaka till andra divisionen.

### 1950-talet
Under 1950-talet blev Forest den största klubben i Nottingham och lokalkonkurrenten Notts County blir "lillebror". Säsongen 1956/1957 blev Forest uppflyttade till First Division för första gången på många år. De följande tio åren blev klubbens dittills mest framgångsrika period. Säsongen 1958/1959 vann klubben FA-cupen för andra gången efter finalseger mot Luton Town.

### 1960-talet
Hela 1960-talet spelade Forest i First Division. 1966/1967 blev klubbens dittills mest framgångsrika säsong med en andra plats i ligan och semifinal i FA-cupen.

### 1970-talet

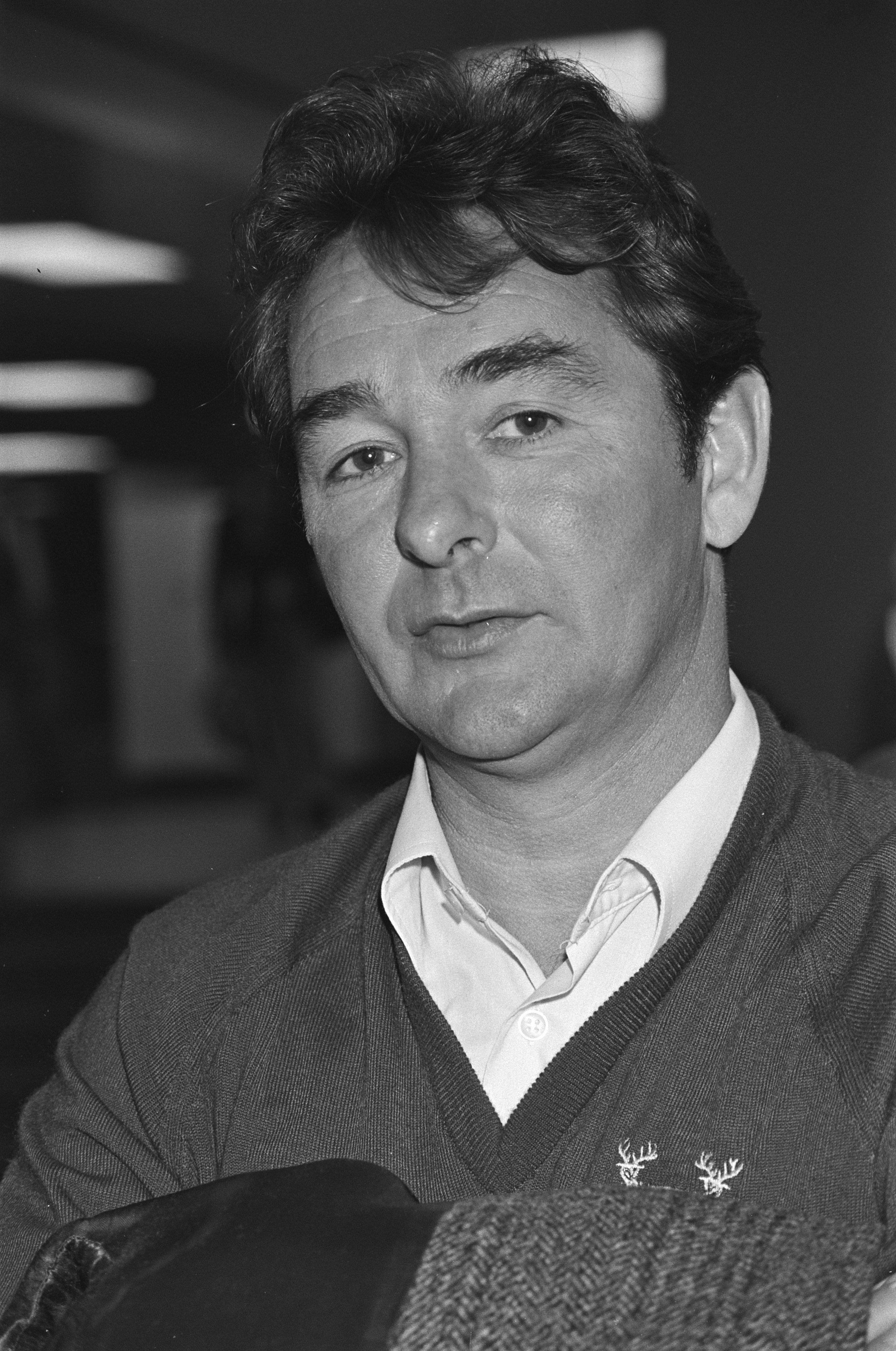
Brian Clough.

Säsongen 1971/1972 åkte klubben ur First Division. Då hade man spelat 18 år i rad i högsta serien. Trots nedflyttningen skulle 1970-talet komma att bli klubbens mest framgångsrika period när Brian Clough tog över som manager 1975 tillsammans med Peter Taylor som assisterande. Säsongen 1976/1977 gick klubben upp i First Division. Säsongen 1977/1978 blir Nottingham för första gången engelska ligamästare. Det är senaste gången ett lag har vunnit engelska högstaligan som nykomlingar. Mellan 26 november 1977 till 9 december 1978 var klubben obesegrade i 42 ligamatcher i följd, ett rekord som skulle stå sig i tjugosex år. Klubben vann även Community Shield.
Säsongen 1978/1979 vann Forest över Malmö FF med 1–0 Europacupen för mästarlag efter mål av Trevor Francis. UEFA Super Cup vann de också detta år och blev tvåa i First Division efter Liverpool FC. Nyckelspelare under denna period är Peter Shilton, Viv Anderson, Martin O'Neill, Trevor Francis och skottarna John Robertson, Archie Gemmill och Kenny Burns.

### 1980-talet
Säsongen 1979/1980 vann Nottingham över Hamburger SV med 1–0 Europacupen. Laget nådde också final i ligacupen men förlorade. Nottingham blev tack vare sin andra vinst i rad det hittills enda lag som vunnit Europacupen/Champions League fler gånger än man vunnit den inhemska ligan. Säsongen 1988/1989 vann de ligacupen och Full Members Cup. I laget spelade bland andra Stuart Pearce och Des Walker.

### 1990-talet
1990 vann Nottingham återigen Ligacupen. 1991 nådde laget FA-cupfinal men förlorade mot Tottenham. 1992 når de final i ligacupen men förlorar. Vinner Full Members Cup. Säsongen 1992/1993 relegeras Forest från Premier League efter att ha spelat 16 år i rad i högsta serien. Forest är det enda lag som vunnit Europacupen och blivit relegerad till landets andradivision. Brian Clough avgick som manager efter 18 år på posten. 
Följande säsonger är Nottingham Forest FC ett hisslag som åker upp och ner mellan serierna.1994 gick Nottingham Forest FC upp i Premier League och blev 1995 trea i ligan. 1995/1996 spelade Nottingham Forest FC i UEFA-cupen och gick till kvartsfinal. 1997 åkte Nottingham Forest FC ur Premier League, men gick upp direkt igen 1998 efter en stark säsong som inleddes med sex raka segrar, nytt klubbrekord. Men påföljande säsong 1998/1999 åkte Forest återigen ur Premier League.

### 2000-talet

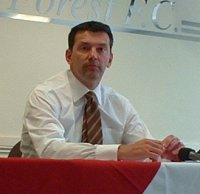
Nigel Doughty, ägare och ordförande för klubben, dör den 4 februari 2012.

2000-talet har ligamässigt varit en svajig period i klubbens historia. Dessutom har Forest haft en ovanligt stor omsättning på tränare. Säsongen 2002/2003 förlorade klubben i playoff till Premier League mot Sheffield United FC. En ännu större motgång mötte klubben säsongen 2004/2005 då klubben degraderades till League One. Nottingham Forest är därmed det enda lag som vunnit Europacupen/Champions League och blivit nedflyttad till landets tredjedivision.
Säsongen 2006/2007 förlorade klubben i playoff till The Championship. Revanschen lät dock inte vänta på sig. Säsongen 2007/2008 kvalificerade sig Forest för The Championship efter att ha blivit tvåa i League One.
Säsongen 2009/2010 slutade Forest trea i The Championship och spelade playoffmatcher för uppflyttning till Premier League. Emellertid förlorade laget mot Blackpool som fick ta steget till Premier League, och Forest spelade därmed kvar i The Championship. Säsongen 2010/2011 blev klubben sexa i The Championship och spelade playoffmatcher för uppflyttning till Premier League men klubben misslyckades i kvalet för andra året i rad och säsongen efter blev motig och klubben kämpade för att klara kontraktet i The Championship, vilket lyckades.
Nigel Doughty, ägare och ordförande för klubben dog 4 februari 2012. Al-Hasawi-familjen, från Kuwait, köpte Nottingham Forest i juli 2012. Al-Hasawi lyckades inte lyfta klubben, tvärtom. Tabellplaceringarna blev allt sämre för varje säsong och klubben var farligt nära degradering säsongen 2016/2017 då Forest klarade sig kvar i The Championship på bättre målskillnad jämfört med Blackburn Rovers FC. I slutet av samma säsong, i maj 2017, sålde Al-Hasawi-familjen klubben till de nuvarande ägarna Evangelos Marinakis och Sokratis Kominakis.
Den 29 maj 2022 kvalificerade Nottingham sig till Premier League för första gången på 23 år då man slog Huddersfield i Championship-finalen på Wembley med 1–0.

## Rivaler

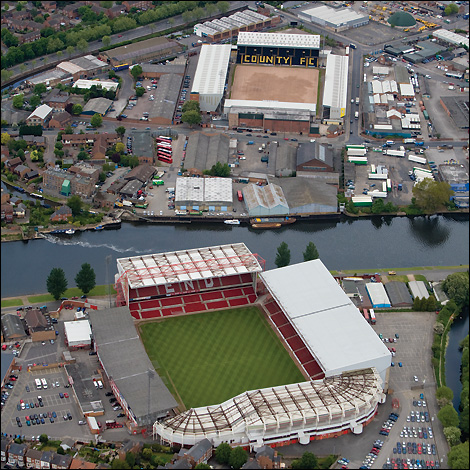
City Ground är bara 300 yards från Meadow Lane, Notts Countys hemmaarena; de två arenorna är två närmaste arenorna i England.

Derby County och Leicester City är ärkerivalerna som kommer från grannstäder och det ligger stor prestige i varje match. 
Notts County är den stora lokala konkurrenten. Hemmaarenan City Ground är bara 300 yards från Meadow Lane, Notts County hemmaarena; de två arenorna är två mest närmast liggande arenorna i England. Sedan 1960-talet har klubbarna dock för det mesta spelat i olika divisioner och därför sällan mötts i ligan.

## Arena
City Ground är en fotbollsarena i stadsdelen West Bridgford i Nottingham. Arenan har plats för 30 602 åskådare och invigdes 1898.

## Spelare

### Spelartrupp
| 13 | Wales     | Wayne Hennessey | 24 januari 1987  | Burnley (-22)     |
| 26 | Belgien   | Matz Sels       | 26 februari 1992 | Strasbourg (-24)  |
| 33 | Brasilien | Carlos Miguel   | 9 oktober 1998   | Corinthians (-24) |
| -  | USA       | Matt Turner     | 24 juni 1994     | Arsenal (-23)     |

| 4  | Brasilien       | Morato                | 30 juni 2001     | Benfica (-24)                 |
| 5  | Brasilien       | Murillo               | 4 juli 2002      | Corinthians (-23)             |
| 7  | Wales           | Neco Williams         | 13 april 2001    | Liverpool (-22)               |
| 17 | Tyskland        | Eric da Silva Moreira | 3 maj 2006       | St. Pauli (-24)               |
| 30 | Elfenbenskusten | Willy Boly            | 3 februari 1991  | Wolverhampton Wanderers (-22) |
| 31 | Serbien         | Nikola Milenković     | 12 oktober 1997  | Fiorentina (-24)              |
| 34 | Nigeria         | Ola Aina              | 8 oktober 1996   | Torino (-23)                  |
| 44 | England         | Zach Abbott           | 13 maj 2006      | Nottingham Forest FC          |
| -  | Angola          | David Carmo           | 19 juli 1999     | Porto (-24)                   |
| -  | England         | Omar Richards         | 15 februari 1998 | Bayern München (-22)          |

| 6  | Elfenbenskusten | Ibrahim Sangaré    | 2 december 1997  | PSV (-23)                     |
| 8  | England         | Elliot Anderson    | 6 november 2002  | Newcastle United (-24)        |
| 10 | England         | Morgan Gibbs-White | 27 januari 2000  | Wolverhampton Wanderers (-22) |
| 16 | Argentina       | Nicolás Domínguez  | 28 juni 1998     | Bologna (-23)                 |
| 22 | England         | Ryan Yates         | 21 november 1997 | Nottingham Forest FC          |
| 28 | Brasilien       | Danilo             | 29 april 2001    | Palmeiras (-23)               |
| -  | England         | Josh Bowler        | 5 mars 1999      | Blackpool (-22)               |
| -  | England         | Lewis O'Brien      | 14 oktober 1998  | Huddersfield Town (-22)       |
| -  | Nya Zeeland     | Marko Stamenić     | 19 februari 2002 | Röda Stjärnan (-24)           |

| 9  | Nigeria     | Taiwo Awoniyi      | 12 augusti 1997  | Union Berlin (-22)         |
| 11 | Nya Zeeland | Chris Wood         | 7 december 1991  | Newcastle United (-23)     |
| 14 | England     | Callum Hudson-Odoi | 7 november 2000  | Chelsea (-23)              |
| 20 | Portugal    | Jota Silva         | 1 augusti 1999   | Vitória de Guimarães (-24) |
| 21 | Sverige     | Anthony Elanga     | 27 april 2002    | Manchester United (-23)    |
| 24 | Paraguay    | Ramón Sosa         | 31 augusti 1999  | Talleres (-24)             |
| -  | Nigeria     | Emmanuel Dennis    | 15 november 1997 | Watford (-22)              |

#### Utlånade spelare
| Nr | Land | Pos | Namn |
| -- | ---- | --- | ---- |

### Årets spelare
| År   | Vinnare          |
| ---- | ---------------- |
| 1977 | Tony Woodcock    |
| 1978 | Kenny Burns      |
| 1979 | Garry Birtles    |
| 1980 | Larry Lloyd      |
| 1981 | Kenny Burns      |
| 1982 | Peter Shilton    |
| 1983 | Steve Hodge      |
| 1984 | Chris Fairclough |
| 1985 | Jim McInally     |
| 1986 | Nigel Clough     |
| 1987 | Des Walker       |
| 1988 | Nigel Clough     |
| 1989 | Stuart Pearce    |
| 1990 | Des Walker       |
| 1991 | Stuart Pearce    |

| År   | Vinnare              |
| ---- | -------------------- |
| 1992 | Des Walker           |
| 1993 | Steve Sutton         |
| 1994 | David Phillips       |
| 1995 | Steve Stone          |
| 1996 | Stuart Pearce        |
| 1997 | Colin Cooper         |
| 1998 | Pierre van Hooijdonk |
| 1999 | Alan Rogers          |
| 2000 | Dave Beasant         |
| 2001 | Chris Bart-Williams  |
| 2002 | Gareth Williams      |
| 2003 | David Johnson        |
| 2004 | Andy Reid            |
| 2005 | Paul Gerrard         |
| 2006 | Ian Breckin          |

| År   | Vinnare         |
| ---- | --------------- |
| 2007 | Grant Holt      |
| 2008 | Julian Bennett  |
| 2009 | Chris Cohen     |
| 2010 | Lee Camp        |
| 2011 | Luke Chambers   |
| 2012 | Garath McCleary |
| 2013 | Chris Cohen     |
| 2014 | Andy Reid       |
| 2015 | Michail Antonio |
| 2016 | Dorus de Vries  |
| 2017 | Eric Lichaj     |
| 2018 | Ben Osborn      |
| 2019 | Joe Lolley      |

## Nottingham Forest ungdomsakademi
Paul Hart bildade akademin 1997. Ledare för Akademin är Nick Marshall. Ett flertal före detta proffs är tränare på akademin exempel: Steve Sutton, Eoin Jess och Steve Hodge.

### Urval av kända spelare som fostras i akademin
- Julian Bennett
- Michael Dawson
- Marlon Harewood
- Tom Huddlestone
- Jermaine Jenas
- Liam Lawrence
- Lewis McGugan
- Brendan Moloney
- Wes Morgan
- Paul Smith
- Craig Westcarr
- Shaun Wright-Phillips

### Urval av kända spelare som fostras i klubben före akademin
- Viv Anderson
- Nigel Clough

## Klubbrekord, statistik och titlar

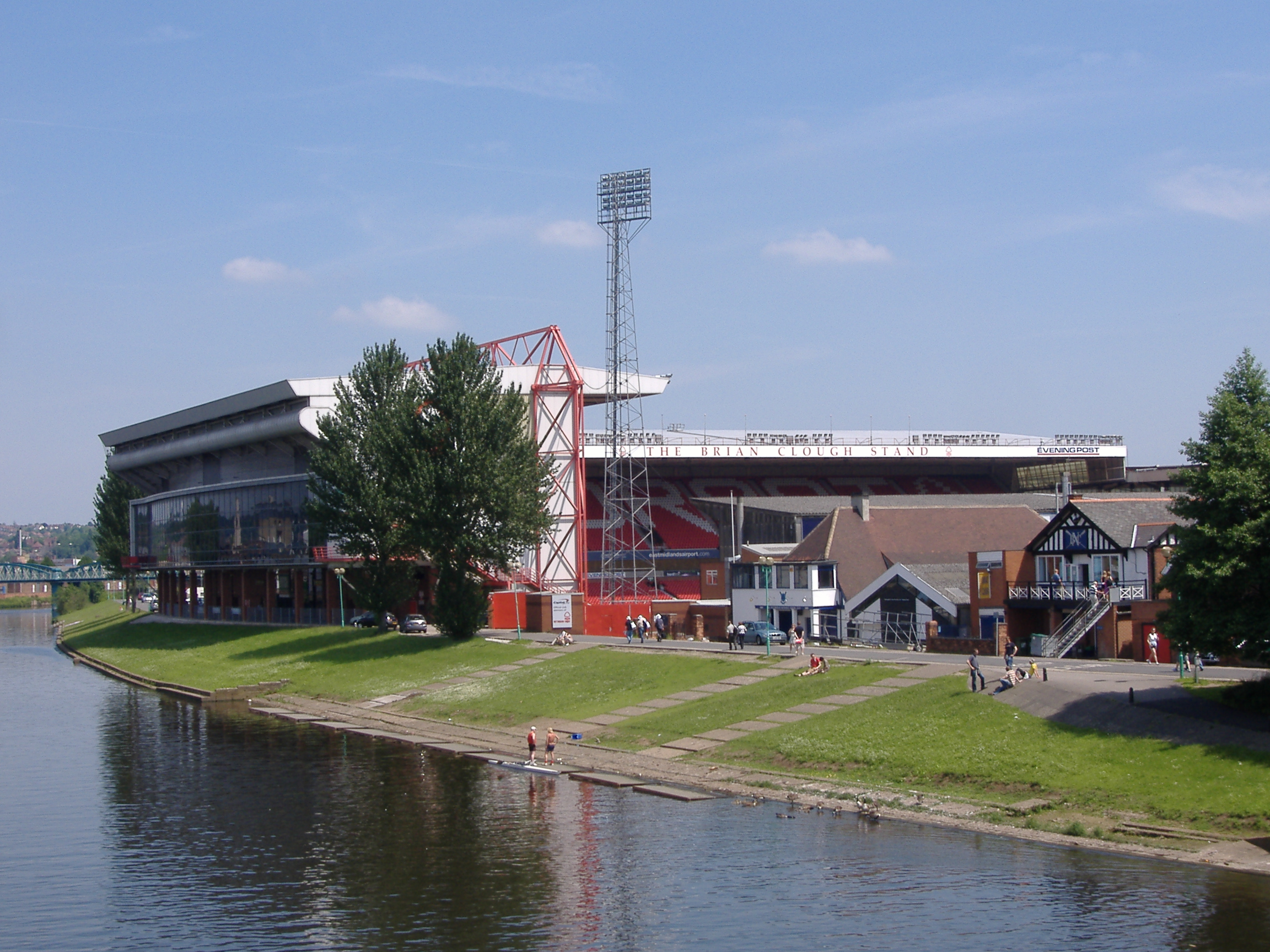
City Ground.

### Titlar
Engelska Ligamästare:
1 (1978)
FA-cupen:
2 (1898, 1959)
Engelska ligacupen:
4 (1978, 1979, 1989, 1990)
Full Members Cup:
2 (1989, 1992)
Community Shield:
1 (1978)
UEFA Super Cup:
1 (1979)
Europacupen för mästarlag:
2 (1979,1980)

### Klubbrekord
Flest spelade Matcher:
1. Bob McKinlay: 692
2. Ian Bowyer: 564
3. Steve Chettle: 526
4. Stuart Pearce: 522

Flest gjorta mål:
1. Grenville Morris: 217
2. Nigel Clough: 131
3. Wally Ardron: 124
4. Johnny Dent: 122

Högsta publiksiffra:
49 946 mot Manchester United i högsta divisionen 28 oktober 1967
Längsta segersviten i ligan:
7. Vinst från 9 maj 1922 till 1 september 1922
Längsta sviten då man var obesegrad:
42. Från 26 november 1977 till 25 november 1978
Snabbaste mål:
Ligan: 14 sekunder, , Jack Lester mot Norwich City, 8 mars 2000
Ligacup: 23 sekunder , Paul Smith mot Leicester City, 18 september 2007. Snabbaste målet gjort av en målvakt i tävlingsmatch i fotbollsvärlden.
Största vinst:
14–0. Mot Clapton (bort), 1st omgången  FA Cupen, 17 januari 1891
Största förlust:
1–9. Mot Blackburn Rovers, näst högsta divisionen, 10 april 1937
Flest mål i ligan under en säsong:
Wally Ardron, 36, 1950–51
Flest landskamper:
Stuart Pearce, 78 för England (10 som lagkapten)
Yngsta spelaren i ligan:
Craig Westcarr, 16 år, mot Burnley 13 oktober 2001

## Ligaresultat mellan säsong 1976/1977 och 2022/2023
| Resultat mellan säsong 1976/1977 - 2010/2011 |                                                   |           |                  |                                                                                           |
| År                                           | Division                                          | Placering | Upp/nedflyttning | Övrigt                                                                                    |
| 1977                                         | First Division föregångare till FA Premier League | 1         |                  |                                                                                           |
| 1978                                         | First Division föregångare till FA Premier League | 2         |                  | Vinner Community Shield och liga cupen                                                    |
| 1979                                         | First Division föregångare till FA Premier League | 2         |                  | Vinner Europacupen föregångare till UEFA Champions League och FA Cupen och UEFA Super Cup |
| 1980                                         | First Division föregångare till FA Premier League | 5         |                  | Vinner Europacupen föregångare till UEFA Champions League                                 |
| 1981                                         | First Division föregångare till FA Premier League | 7         |                  |                                                                                           |
| 1982                                         | First Division föregångare till FA Premier League | 12        |                  |                                                                                           |
| 1983                                         | First Division föregångare till FA Premier League | 5         |                  |                                                                                           |
| 1984                                         | First Division föregångare till FA Premier League | 3         |                  |                                                                                           |
| 1985                                         | First Division föregångare till FA Premier League | 9         |                  |                                                                                           |
| 1986                                         | First Division föregångare till FA Premier League | 8         |                  |                                                                                           |
| 1987                                         | First Division föregångare till FA Premier League | 8         |                  |                                                                                           |
| 1988                                         | First Division föregångare till FA Premier League | 3         |                  |                                                                                           |
| 1989                                         | First Division föregångare till FA Premier League | 3         |                  | Liga cupen vinnare och FA Cupen                                                           |
| 1990                                         | First Division föregångare till FA Premier League | 9         |                  | Liga cupen vinnare.                                                                       |
| 1991                                         | First Division föregångare till FA Premier League | 8         |                  |                                                                                           |
| 1992                                         | First Division föregångare till FA Premier League | 8         |                  |                                                                                           |
| 1993                                         | FA Premier League                                 | 22        | nedflyttning     |                                                                                           |
| 1994                                         | div 1 nuvarande The Championship                  | 2         | uppflyttning     |                                                                                           |
| 1995                                         | FA Premier League                                 | 3         |                  |                                                                                           |
| 1996                                         | FA Premier League                                 | 9         |                  |                                                                                           |
| 1997                                         | FA Premier League                                 | 20        | nedflyttning     |                                                                                           |
| 1998                                         | div 1 nuvarande The Championship                  | 1         | uppflyttning     |                                                                                           |
| 1999                                         | FA Premier League                                 | 20        | nedflyttning     |                                                                                           |
| 2000                                         | div 1 nuvarande The Championship                  | 14        |                  |                                                                                           |
| 2001                                         | div 1 nuvarande The Championship                  | 11        |                  |                                                                                           |
| 2002                                         | div 1 nuvarande The Championship                  | 6         |                  |                                                                                           |
| 2003                                         | div 1 nuvarande The Championship                  | 6         |                  |                                                                                           |
| 2004                                         | div 1 nuvarande The Championship                  | 14        |                  |                                                                                           |
| 2005                                         | The Championship                                  | 22        | nedflyttning     |                                                                                           |
| 2006                                         | Football League One\|                             | 7         |                  |                                                                                           |
| 2007                                         | Football League One                               | 6         |                  |                                                                                           |
| 2008                                         | Football League One                               | 2         | uppflyttning     |                                                                                           |
| 2009                                         | The Championship                                  | 19        |                  |                                                                                           |
| 2010                                         | The Championship                                  | 3         |                  |                                                                                           |
| 2011                                         | The Championship                                  | 6         |                  |                                                                                           |
| 2012                                         | The Championship                                  | 20        |                  |                                                                                           |
| 2013                                         | The Championship                                  | 8         |                  |                                                                                           |
| 2014                                         | The Championship                                  | 11        |                  |                                                                                           |
| 2015                                         | The Championship                                  | 14        |                  |                                                                                           |
| 2016                                         | The Championship                                  | 16        |                  |                                                                                           |
| 2017                                         | The Championship                                  | 21        |                  |                                                                                           |
| 2018                                         | The Championship                                  | 17        |                  |                                                                                           |
| 2019                                         | The Championship                                  | 9         |                  |                                                                                           |
| 2020                                         | The Championship                                  | 7         |                  |                                                                                           |
| 2021                                         | The Championship                                  | 17        |                  |                                                                                           |
| 2022                                         | The Championship                                  | 4         | Uppflyttning     |                                                                                           |
| 2023                                         | Premier League                                    | 16        |                  |                                                                                           |